# Stefanie Borchardt
Stefanie Borchardt (geboren 1970) ist eine deutsche Juristin und Richterin. Seit 2013 ist sie stellvertretendes Mitglied am Hamburgischen Verfassungsgericht.

## Ausbildung
Nach ihrem Abitur, das sie 1990 in Hamburg ablegte, studierte Stefanie Borchardt von 1990 bis 1995 Rechtswissenschaften an der Universität Kiel, wo sie von 1992 bis 1995 als wissenschaftliche Hilfskraft am Lehrstuhl für Öffentliches Recht und Rechtsphilosophie tätig war. Nach der Ersten Juristischen Staatsprüfung 1995 nahm sie in Kiel ein Promotionsstudium auf, das durch das Landesstipendium zur Förderung des wissenschaftlichen und künstlerischen Nachwuchses in Schleswig-Holstein gefördert wurde. Von 1995 bis 1997 war sie wissenschaftliche Mitarbeiterin am Lorenz-von-Stein-Institut für Verwaltungswissenschaften an der Christian-Albrechts-Universität zu Kiel. Von 1997 bis 1999 absolvierte sie den Juristischen Vorbereitungsdienst in Hamburg und promovierte 1998 in Kiel zum Thema Rechtsschutz Drittbetroffener bei vorgezogenen Baugenehmigungen gemäß § 33 BauGB. Im folgenden Jahr absolvierte sie in Hamburg die Zweite Juristische Staatsprüfung.

## Beruflicher Werdegang
Ab dem Jahr 2000 arbeitete Stefanie Borchardt in Hamburg als Rechtsanwältin in der Kanzlei Wessing & Berenberg-Gossler, begann aber im selben Jahr ihre Laufbahn in der hamburgischen Justiz. Ein Jahr lang war sie am Amtsgericht Hamburg als Richterin tätig, danach bis 2010 als Richterin am Verwaltungsgericht Hamburg. Von 2002 bis 2003 folgte eine Teilabordnung als Referentin für Öffentliches Recht an das Gemeinsame Prüfungsamt der Länder Freie Hansestadt Bremen, Freie und Hansestadt Hamburg und Schleswig-Holstein.
In den Jahren 2003 mit 2008 und 2009 mit 2010 war sie Präsidialrichterin am Verwaltungsgericht Hamburg, von 2006 bis 2008 und 2010 wissenschaftliche Mitarbeiterin des Hamburgischen Verfassungsgerichts.
2010 wechselte sie als Richterin an das Finanzgericht Hamburg. Sie ist Mitglied des Gemeinsamen Senats des Finanzgerichts Hamburg für die Länder Freie und Hansestadt Hamburg, Niedersachsen und Schleswig-Holstein (4. Senat). Dieser Senat widmet sich Verfahren zu Verbrauchsteuern (soweit sie von den Finanzbehörden des Bundes verwaltet werden), Zöllen und Finanzmonopolen. Er entscheidet auch über Angelegenheiten auf dem Gebiet des Europäischen Marktordnungsrechts und weiterer Bereiche, die der Zollverwaltung aufgrund von Rechtsvorschriften zugeordnet wurden.
Seit 2013 ist die Juristin stellvertretendes Mitglied des Hamburgischen Verfassungsgerichts. Bei ihrer Wiederwahl durch die Bürgerschaft der Freien und Hansestadt Hamburg am 20. November 2019 erhielt Stefanie Borchardt von 106 gültigen abgegebenen Stimmen 93 Ja-Stimmen. Zusätzlich gab es 4 Nein-Stimmen und 9 Enthaltungen.

## Ämter und Mitgliedschaften (Auswahl)
- seit 2003: Prüferin beim Justizprüfungsamt bei dem Hanseatischen Oberlandesgericht Hamburg[1]
- seit 2016: Referentin an der Hamburger Zollakademie[1]
- seit 2016: vertretendes Mitglied des Richterwahlausschusses Hamburg[1]

## Publikationen (Auswahl)
- Rechtsschutz Drittbetroffener bei vorgezogenen Baugenehmigungen gemäß § 33 BauGB. Nomos Verlagsgesellschaft, Baden-Baden 1999,  ISBN 3-7890-6152-2